# Welcome Nunatak
Welcome Nunatak är en nunatak i Antarktis. Den ligger i Västantarktis. Chile gör anspråk på området. Toppen på Welcome Nunatak är 1 268 meter över havet.
Terrängen runt Welcome Nunatak är kuperad österut, men västerut är den platt. Trakten är obefolkad. Det finns inga samhällen i närheten. 